# Liste der Ortschaften im Bezirk Amstetten
Die Liste der Ortschaften im Bezirk Amstetten enthält alle 34 Gemeinden und ihre zugehörigen Ortschaften im niederösterreichischen Bezirk Amstetten (in Klammern stehen die Einwohnerzahlen zum Stand 1. Jänner 2024).
Kursive Gemeindenamen sind keine Ortschaften, in Klammern der Status Markt bzw. Stadt. Die Angaben erfolgen im offiziellen Gemeinde- bzw. Ortschaftsnamen, wie von der Statistik Austria geführt.
- Allhartsberg (Markt, 2252)
- Amstetten (Stadt, 15.678)
  - Greinsfurth (1212)
  - Hausmening (1957)
  - Mauer bei Amstetten (2328)
  - Neufurth (1808)
  - Ulmerfeld (916)

- Ardagger (Markt)
  - Ardagger Markt (763) (Hauptort)
  - Ardagger Stift (1041)
  - Kollmitzberg (718)
  - Stephanshart (1098)

- Aschbach-Markt (Markt, 1734)
  - Abetzberg (242)
  - Aschbach-Dorf (411)
  - Krenstetten (467)
  - Mitterhausleiten (644)
  - Oberaschbach (305)

- Behamberg
  - Badhof (343)
  - Penz (1997) (Hauptort)
  - Ramingdorf (410)
  - Wanzenöd (715)

- Biberbach (2342)
- Ennsdorf (3299)
- Ernsthofen (2300)
- Ertl (1262)
- Euratsfeld (Markt, 2780)
- Ferschnitz (Markt, 1878)
- Haag (Stadt, 5790)
- Haidershofen (3710)
- Hollenstein an der Ybbs (566)
  - Berg (50)
  - Dornleiten (298)
  - Garnberg (10)
  - Grießau (4)
  - Hohenlehen (22)
  - Krenngraben (168)
  - Oberkirchen (40)
  - Oisberg (29)
  - Sattel (32)
  - Thalbauer (38)
  - Thomasberg (79)
  - Walcherbauer (271)
  - Wenten (90)

- Kematen an der Ybbs (Markt)
  - Kematen (2736)

- Neuhofen an der Ybbs (Markt, 1179)
  - Amesleiten (412)
  - Kornberg (305)
  - Perbersdorf (414)
  - Scherbling (261)
  - Schindau (343)
  - Toberstetten (155)

- Neustadtl an der Donau (Markt)
  - Berghof (205)
  - Freyenstein (128)
  - Hößgang (178)
  - Kleinwolfstein (268)
  - Nabegg (264)
  - Neustadtl-Markt (556) (Hauptort)
  - Neustadtl-Umgebung (185)
  - Schaltberg (128)
  - Windpassing (251)

- Oed-Oehling (Markt)
  - Oed (761) (Hauptort)
  - Öhling (1397)

- Opponitz
  - Graben (77)
  - Gstadt (54)
  - Hauslehen (454) (Hauptort)
  - Ofenberg (35)
  - Schwarzenbach (61)
  - Strubb (36)
  - Thann (163)

- St. Georgen am Reith (218)
  - Hochau (53)
  - Kogelsbach (183)
  - Königsbergau (78)

- St. Georgen am Ybbsfelde (Markt, 1312)
  - Hart (474)
  - Hermannsdorf (261)
  - Krahof (341)
  - Leutzmannsdorf (287)
  - Matzendorf (163)

- St. Pantaleon-Erla
  - Erla (800)
  - St. Pantaleon (1918) (Hauptort)

- St. Peter in der Au (Markt)
  - Hohenreith (166)
  - Kürnberg (861)
  - St. Johann in Engstetten (549)
  - St. Michael am Bruckbach (816)
  - St. Peter in der Au-Dorf (734)
  - St. Peter in der Au-Markt (2005) (Hauptort)

- St. Valentin (Stadt, 9327)
- Seitenstetten (Markt, 3379)
- Sonntagberg (Markt, 559)
  - Baichberg (65)
  - Böhlerwerk (1002)
  - Bruckbach (299)
  - Gleiß (162)
  - Hilm (285)
  - Rosenau am Sonntagberg (1178) (Hauptort)
  - Rotte Wühr (124)

- Strengberg (Markt, 579)
  - Au (2)
  - Limbach (545)
  - Ottendorf (183)
  - Ramsau (506)
  - Thürnbuch (353)

- Viehdorf (650)
  - Hainstetten (410)
  - Seisenegg (309)

- Wallsee-Sindelburg (Markt)
  - Igelschwang (70)
  - Ried (46)
  - Schweinberg (39)
  - Wallsee (2058) (Hauptort)

- Weistrach (2428)
- Winklarn (1507)
  - Haag Dorf (347)

- Wolfsbach (Markt, 2212)
- Ybbsitz (Markt, 1621)
  - Großprolling (161)
  - Haselgraben (255)
  - Hubberg (114)
  - Kleinprolling (79)
  - Knieberg (229)
  - Maisberg (308)
  - Prochenberg (121)
  - Schwarzenberg (257)
  - Schwarzois (110)
  - Zogelsgraben (95)

- Zeillern (Markt, 1939)